# العلاقات الأسترالية التشيلية
العلاقات الأسترالية التشيلية هي العلاقات الثنائية التي تجمع بين أستراليا وتشيلي.

## مقارنة بين البلدين
هذه مقارنة عامة ومرجعية للدولتين:
| وجه المقارنة                                              | أستراليا                                   | تشيلي                         |
| --------------------------------------------------------- | ------------------------------------------ | ----------------------------- |
| المساحة (كم2)                                             | 7.69 مليون                                 | 756.10 ألف                    |
| عدد السكان (نسمة)                                         | 24.51 مليون                                | 17.37 مليون                   |
| الكثافة السكانية (ن./كم²)                                 | 3.19                                       | 22.97                         |
| العاصمة                                                   | كانبرا، ملبورن                             | سانتياغو                      |
| اللغة الرسمية                                             | لغة إنجليزية                               | اللغة الإسبانية               |
| العملة                                                    | دولار أسترالي، جنيه إسترليني، جنيه أسترالي | بيزو تشيلي، وحدة حساب تشيلية ‏ |
| الناتج المحلي الإجمالي (بليون دولار)                      | 1.32 تريليون                               | 277.08 مليار                  |
| الناتج المحلي الإجمالي (تعادل القوة الشرائية) بليون دولار | 1.10 تريليون                               | 419.39 مليار                  |
| الناتج المحلي الإجمالي الاسمي للفرد دولار أمريكي          | 56.31 ألف                                  | 13.42 ألف                     |
| الناتج المحلي الإجمالي للفرد دولار أمريكي                 | 45.92 ألف                                  | 22.07 ألف                     |
| مؤشر التنمية البشرية                                      | 0.939                                      | 0.832                         |
| رمز المكالمات الدولي                                      | +61                                        | +56                           |
| رمز الإنترنت                                              | .au                                        | .cl                           |
| المنطقة الزمنية                                           |                                            | 00، 00، 00، 00                |

## مدن متوأمة
في ما يلي قائمة باتفاقيات التوأمة بين مدن أسترالية وتشيلية:
- ترتبط هوبارت مع فالديفيا باتفاقية توأمة.

## منظمات دولية مشتركة
يشترك البلدان في عضوية مجموعة من المنظمات الدولية، منها:
| علم المنظمة | اسم المنظمة                                      | تاريخ انضمام أستراليا | تاريخ انضمام تشيلي |
| ----------- | ------------------------------------------------ | --------------------- | ------------------ |
|             | منظمة التعاون الاقتصادي والتنمية                 | ?                     | ?                  |
|             | منتدى التعاون الاقتصادي لدول آسيا والمحيط الهادئ | 6 نوفمبر 1989         | 11 نوفمبر 1994     |
|             | منظمة التجارة العالمية                           | ?                     | ?                  |
|             | الاتحاد البريدي العالمي                          | ?                     | ?                  |
|             | يونسكو                                           | 4 نوفمبر 1946         | 7 يوليو 1953       |
|             | الفريق المعني برصد الأرض                         | ?                     | ?                  |
|             | مؤسسة التمويل الدولية                            | 20 يوليو 1956         | 15 أبريل 1957      |
|             | المركز الدولي لتسوية المنازعات الاستشارية        | 1 يونيو 1991          | 24 أكتوبر 1991     |
|             | منظمة حظر الأسلحة الكيميائية                     | ?                     | ?                  |
|             | مؤسسة التنمية الدولية                            | 24 سبتمبر 1960        | 30 ديسمبر 1960     |
|             | وكالة ضمان الاستثمار متعدد الأطراف               | 10 فبراير 1999        | 12 أبريل 1988      |
|             | الاتحاد الدولي للاتصالات                         | 27 مايو 1878          | 1908               |
|             | منظمة الشرطة الجنائية الدولية                    | ?                     | ?                  |
|             | الأمم المتحدة                                    | 1 نوفمبر 1945         | 24 أكتوبر 1945     |
|             | البنك الدولي للإنشاء والتعمير                    | 5 أغسطس 1947          | 31 ديسمبر 1945     |
|             | المنظمة الهيدروغرافية الدولية                    | ?                     | ?                  |

## أعلام
هذه قائمة لبعض الشخصيات التي تربطها علاقات بالبلدين:
- انجيلو كوستانزو (لاعب كرة قدم أسترالي، 9 مايو 1976[28] – )
- بيغي أنطونيو (لاعبة كركيت أسترالية، 2 يونيو 1917 – 11 يناير 2002)
- ديون فالي (22 يوليو 1977 – )
- رودريغو فارغاس (لاعب كرة قدم أسترالي، 20 أكتوبر 1978[29] – )
- نيك كارل (لاعب كرة قدم أسترالي، 23 نوفمبر 1981[30] – )

## وصلات خارجية
- موقع وزارة الخارجية الأسترالية
- موقع وزارة الخارجية التشيلية